# Rhodacarus gracilis
Rhodacarus gracilis är en spindeldjursart som beskrevs av V.P. Shcherbak 1980. Rhodacarus gracilis ingår i släktet Rhodacarus och familjen Rhodacaridae. Inga underarter finns listade i Catalogue of Life.